# Criollo militar
Le Criollo militar, ou en espagnol : Caballo Santa Gertrudis, est une race de chevaux de selle originaire du Chihuahua, au Mexique. Élevé depuis 1927 dans la ferme d'État de Santa Gertrudis, il est assez rare.

## Histoire
La race Criollo militar est aussi connue sous le nom de Caballo Santa Gertrudis,. Elle provient de nombreux croisements effectués entre des chevaux de diverses races, ibériques, Arabe, Quarter horse, Barbe et Pur-sang,. Le ministère de la défense mexicain (Secretaría de la Defensa Nacional, SEDENA), en conduit l'élevage depuis 1927, d'où son nom. Les registres généalogiques documentent presque intégralement la constitution de la race. L'armée mexicaine a travaillé sur un projet de recherche dans le laboratoire de biologie moléculaire de l'école militaire.
Des chevaux de cet élevage peuvent être acquis par la population civile. En mars 2013, 99 chevaux Criollo militar, nés en 2008 et 2009, sont vendus aux enchères publiques, pour une valeur 1 738 800 pesos.

## Description
C'est un cheval d'assez petite taille, plutôt rustique et bien adapté aux plaines. La reproduction s'effectue essentiellement par insémination artificielle.  

## Utilisations
C'est un cheval de selle, d'usage militaire. Il est monté en équitation de travail. Certains chevaux sont gardés libres dans des troupeaux sauvages, d'autres sont gardés en écurie et formés à la compétition. 

## Diffusion de l'élevage
L'étude menée par l'université d'Uppsala, publiée en août 2010 pour la FAO, signale le Criollo Militar comme race de chevaux locale d'Amérique latine qui n'est pas menacée d'extinction. La race est propre à l'État du Chihuahua, plus précisément à la ferme d'élevage de Santa Gertrudis. DAD-IS n'indique pas de niveau de menace, signalant un cheptel d'environ 2 000 individus en 2002. En 2015, le cheptel est indiqué se monter à 2400 chevaux.